# Hīrvī
Hīrvī (persiska: هیروی, Ḩīrvī) är en ort i Iran.   Den ligger i provinsen Kermanshah, i den nordvästra delen av landet, 500 km väster om huvudstaden Teheran. Hīrvī ligger 686 meter över havet och antalet invånare är 125.
Terrängen runt Hīrvī är bergig norrut, men söderut är den kuperad. Hīrvī ligger nere i en dal. Runt Hīrvī är det ganska glesbefolkat, med 34 invånare per kvadratkilometer. Närmaste större samhälle är Pāveh, 13,4 km sydost om Hīrvī. Trakten runt Hīrvī består till största delen av jordbruksmark.